# 东小店乡
东小店乡，是中华人民共和国江苏省宿迁市沭阳县下辖的一个乡镇级行政单位。
2021年3月2日，撤销章集街道、东小店乡，设立新的章集街道。以原章集街道、东小店乡的行政区域为新的章集街道行政区域。

## 行政区划
东小店乡下辖以下地区：
店南社区、店西村、店北村、店东村、黄仓庄村、桃树园村、谢圩村、王圩村、张王庄村、卢房村和沈庄村。